# Organización territorial de Trinidad y Tobago
La división administrativa de Trinidad y Tobago consta de 14 regiones corporativas, 5 de ellas correspondientes a municipalidades, por parte de la isla de Trinidad. La isla de Tobago tiene un gobierno autónomo y 12 distritos electorales.

Mapa de las regiones administrativas de Trinidad y Tobago.

### Trinidad

#### Regiones corporativas
| Municipio     | Superficie | Superficie | Población (2011) | Densidad | Densidad |
| Municipio     | km²        | sq mi      | Población (2011) | /km²     | /sq mi   |
| ------------- | ---------- | ---------- | ---------------- | -------- | -------- |
| Puerto España | 12         | 4.6        | 37,074           | 3,090    | 8,000    |
| San Fernando  | 19         | 7.3        | 48,838           | 2,570    | 6,700    |
| Chaguanas     | 59         | 23         | 83,516           | 1,416    | 3,670    |
| Arima         | 12         | 4.6        | 33,606           | 2,801    | 7,250    |
| Point Fortin  | 25         | 9.7        | 20,235           | 809      | 2,100    |

| Región                  | Superficie | Superficie | Población (2011) | Densidad | Densidad | Capital Regional |
| Región                  | km²        | sq mi      | Población (2011) | /km²     | /sq mi   | Capital Regional |
| ----------------------- | ---------- | ---------- | ---------------- | -------- | -------- | ---------------- |
| Couva-Tabaquite-Talparo | 723        | 279        | 178,410          | 247      | 640      | Couva            |
| Diego Martín            | 126        | 49         | 102,957          | 817      | 2,120    | Diego Martin     |
| Río Claro-Mayaro        | 814        | 314        | 35,650           | 44       | 110      | Mayaro           |
| Penal-Debe              | 246        | 95         | 89,392           | 363      | 940      | Penal            |
| Princes Town            | 620        | 240        | 102,375          | 165      | 430      | Princes Town     |
| San Juan-Laventille     | 239        | 92         | 157,258          | 658      | 1,700    | San Juan         |
| Sangre Grande           | 927        | 358        | 75,766           | 82       | 210      | Sangre Grande    |
| Siparia                 | 495        | 191        | 86,949           | 176      | 460      | Siparia          |
| Tunapuna-Piarco         | 510        | 200        | 215,119          | 422      | 1,090    | Tunapuna         |

### Tobago
- Región Autónoma de Tobago

| N.º | Distritos electorales                    |
| --- | ---------------------------------------- |
| 1   | Bacolet / Mount St. George               |
| 2   | Goodwood /Belle Garden west              |
| 3   | Bethel / Mt. Irvine                      |
| 4   | Black Rock / Whim / Spring Garden        |
| 5   | Buccoo / Mount Pleasant                  |
| 6   | Canaan / Bon Accord                      |
| 7   | Lambeau / Signal Hill                    |
| 8   | Parlatuvier / L’Anse Fourmi / Speyside   |
| 9   | Plymouth / Golden Lane                   |
| 10  | Providence / Mason Hall / Moriah         |
| 11  | Belle Garden East/ Roxborough / Delaford |
| 12  | Scarborough / Calder Hall                |

## Antigua División Territorial

#### Condados de Trinidad

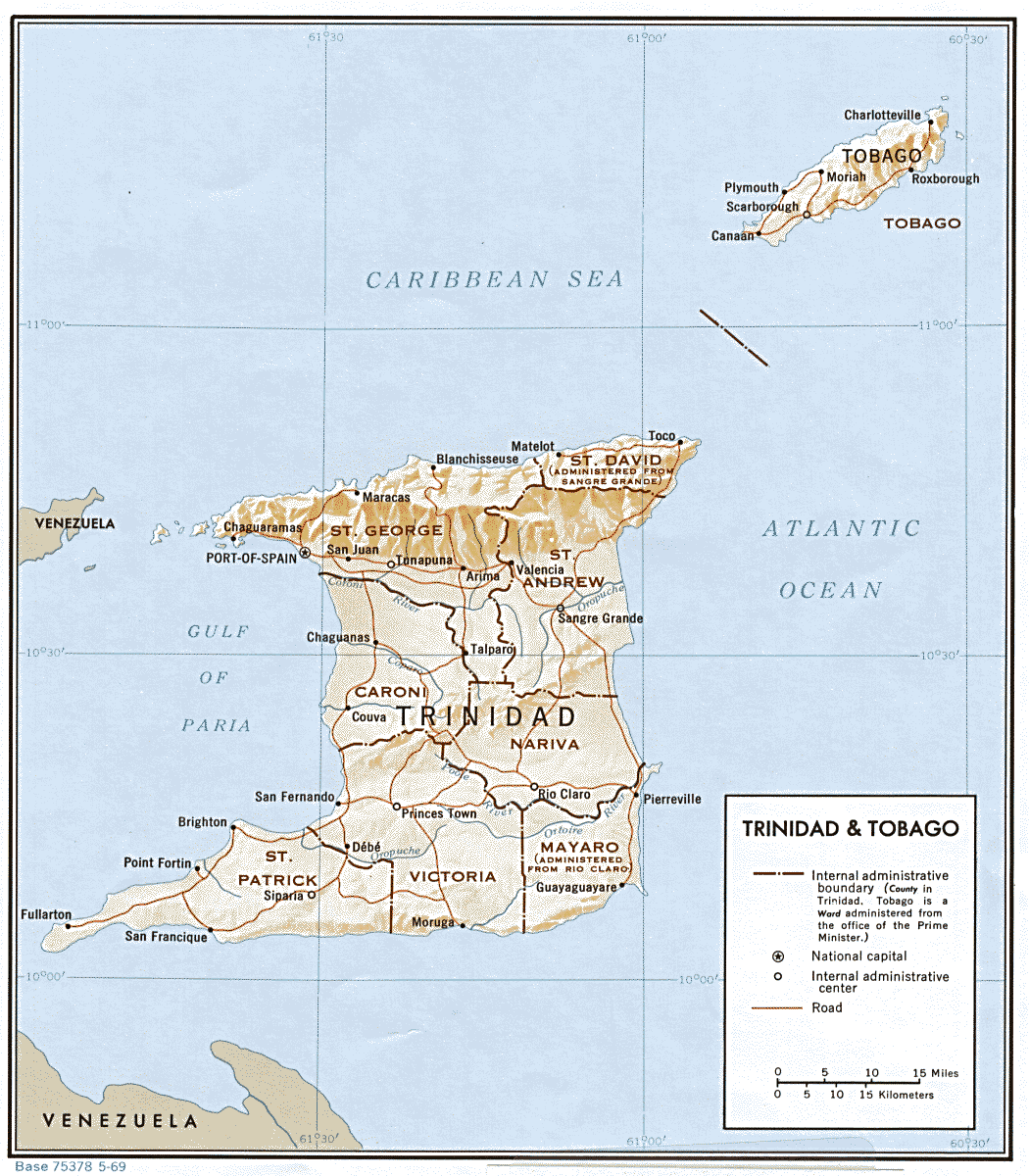
Antigua división de Trinidad y Tobago

Hasta la reforma administrativa de la década de 1990, la isla de Trinidad estaba dividida en 8 condados (territorios), que se dividían en barrios. Tobago fue administrado por un tiempo como un barrio del condado de Saint David.
Los 8 condados eran:
- Caroni County
- Mayaro County
- Nariva County
- Saint Andrew County
- Saint David County
- Saint George County
- Saint Patrick County
- Victoria County

#### Parroquias de Tobago
La Región Autónoma de Tobago está gobernada localmente por la Cámara de la Asamblea de Tobago.
Históricamente, Tobago se dividió en 7 parroquias (Saint Andrew, Saint David, Saint George, Saint John, Saint Mary, Saint Patrick y Saint Paul). En 1768, cada parroquia nombró representantes para la Cámara de la Asamblea de Tobago. El 20 de octubre de 1889, la Corona británica ordenó a Tobago convertirse en un barrio de Trinidad, poniendo fin al gobierno local de la isla y creando una colonia única. En 1945, cuando se reorganizó el sistema administrativo, Tobago se administró como un territorio de asentamiento. En 1980 se decidió reintroducir el gobierno local en la isla. Bajo este nuevo sistema, Tobago se divide actualmente en doce distritos electorales, cada uno de los cuales elige un representante para la asamblea local.

Parroquias de Tobago

Con el censo de 2011, las parroquias se reintrodujeron como un nivel administrativo de primer nivel. La isla se divide así en siete parroquias:
- St. Andrew
- St. David
- St. George
- St. John
- St. Mary
- St. Patrick
- St. Paul